# Stepan Grigor'evič Širjaev
Stepan Grigor’evič Širjaev, in russo  Степан Григорьевич Ширяев? (Tavoložka, 8 novembre 1857 – San Pietroburgo, 30 agosto 1881), è stato un rivoluzionario russo.
Grazie alla specializzazione in elettronica, fu l'organizzatore del laboratorio di dinamite del gruppo «Libertà o morte», creato dalla fazione politica di Zemlja i Volja poco prima che si consumasse la scissione e nascesse Narodnaja volja, del cui Comitato esecutivo fu membro fondatore. Tra gli imputati principali al processo dei 16, morirà suicida nel rivellino Alekseevskij, nove mesi dopo la commutazione della pena capitale nella servitù perpetua.

## Biografia

### La formazione

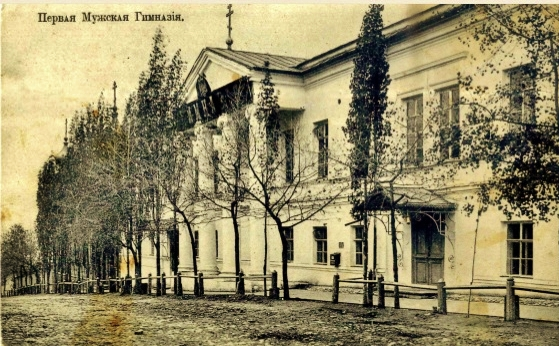
Il liceo maschile di Saratov

Stepan, nato l'8 novembre 1857 nel villaggio di Tavoložka, governatorato di Saratov, era il primogenito di Grigorij Stepanovič Širjaev (1825-1870), un servo della gleba che il padrone, il liberale Grigorij Aleksandrovič Jazykov, aveva emancipato e fatto istruire. Studiò da agrimensore e divenne il sovrintendente della tenuta di Jazykov, ma era anche un appassionato di filosofia e un avido lettore dei giornali di Herzen: la Poljarnaja zvezda (la Stella polare) e il Kolokol. Nel 1857 sposò Larisa Ivanovna Sergeeva (1839-?), la figlia del pope della limitrofa Petrovsk, e da lei ebbe, a parte Stepan, altri sei figli, di cui due morirono durante l'infanzia. Coloro che raggiunsero l'età adulta sono, in ordine di nascita: Pёtr (1859-1899), Ivan (1862-1915), Nikolaj (1864-?) e Elena (1867-?).
Quasi tutti i figli della coppia furono battezzati da esponenti della famiglia padronale. Stepan lo fu direttamente da Grigorij Aleksandrovič, che non aveva eredi e provvide al sostegno finanziario e logistico del figlioccio presso il liceo di Saratov, dove il bambino fu iscritto a undici anni. Nel quadro delle riforme attuate da Alessandro II, l'istituto era, dal 1864, aperto a tutte le classi sociali, ma dal 1871, con la pubblicazione del nuovo statuto fortemente illiberale, l'accesso per i figli dei non nobili si era fatto più problematico, e alla fine della sua avventura ginnasiale, Stepan era uno dei soli quarantuno giovani, su un totale di trecentottantadue, a provenire dal mondo contadino. Visse per quattro anni scolastici, dal 1869 al 1872, nella casa di città di Jazybov, il cui ascendente influì notevolmente nel nobilitarne aspetto e maniere, tanto che a diciassette anni sarà descritto come un giovane «assai bello nella cerchia degli intellettuali, senza alcuna traccia di timidezza o ruvidezza campagnola». Nel 1872, Stepan, che aveva perso il padre già due anni prima per il colera, dando lezioni raggiunse una certa indipendenza economica e fu in grado, di lì a poco, di affittare un appartamentino per sé e i fratelli Pëtr e Ivan, anch'essi studenti al liceo di Saratov.

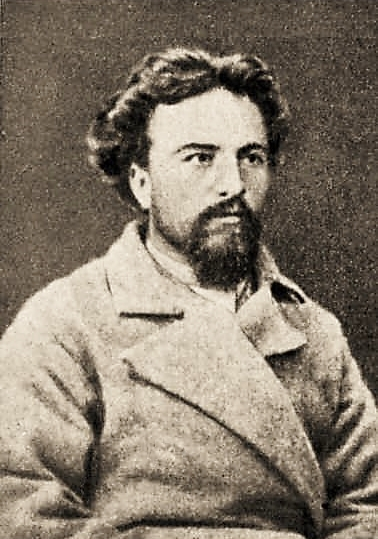
Dmitrij Rogačëv nel 1878 dopo la condanna al processo dei 193

Nell'anno accademico 1873-74, quando Stepan era in sesta classe, si classificò primo dei ventotto studenti del suo corso, avendo ottenuto il massimo dei voti in teologia, storia moderna, latino e francese. In primavera prese il via il movimento spontaneo dell'andata nel popolo: migliaia di giovani, in gran parte di nobile origine, si riversarono nelle campagne e in città per «pagare il proprio debito» nei confronti di tutti i lavoratori dalle cui braccia proveniva il benessere che faceva di loro dei privilegiati. A Saratov passarono Dmitrij Rogačëv (1851-1884), Porfirij Vojnaral'skij, (1844-1898), Sergej Kovalik e altri, che favorirono la nascita di un circolo nel quale entrò Fëdor Geraklitov (1852-1878), amico di Stepan da poco meno di un anno.
Cresciuto in una famiglia molto religiosa, fin da ragazzo Širjaev si era scoperto ferito dalla stridente discordanza tra il messaggio egualitario di Cristo e la realtà sociale, e si era avvicinato al nichilismo di Pisarev. L'interesse per quel mondo ideologico, di cui avvertì tutta «la falsità e l'angusto egoismo», non era durato a lungo perché prepotente aveva sentito crescere in sé «l'obbligo morale di essere un membro utile della società». Nel 1873 la sua attenzione si era spostata su scritti d'argomento economico, e aveva scoperto Černyševskij, Dobroljubov, Bervi-Flerovskij. A Saratov, la letteratura rivoluzionaria illegale perveniva attraverso gli universitari locali che studiavano a San Pietroburgo e che nel periodo estivo rientravano a casa portando nei bagagli, tra le altre cose, libri stranieri e copie manoscritte di articoli. Fu allora che Stepan si era avvicinato a Geraklitov, uno dei propagandisti più attivi dell'area di Saratov, che al momento lavorava in una bottega di calzolai, ma sul principio i loro rapporti furono limitati a qualche conversazione e allo scambio dei libri proibiti.
Il movimento fu ben presto sconfitto e disperso dagli arresti. Geraklitov riparò a Mosca, mentre Stepan divenne l'animatore principale del circolo di auto-formazione del ginnasio, che contava una cinquantina di aderenti, tra i quali anche un gruppo di seminaristi del Collegio ecclesiastico, suo fratello minore Pëtr e il suo compagno di classe, Sergej Bobochov, e che serviva da centro divulgativo delle idee socialiste. La sede principale delle riunioni fu il suo appartamento.
Dai registri del liceo si scopre che in sesta classe, nell'anno scolastico 1873-1874, Stepan si era classificato primo su ventotto allievi e che aveva manifestato spiccate «inclinazioni umanistiche». Eppure, vicino a terminare la settima classe, Stepan, a maggio del 1875, lasciò il ginnasio poiché, temendo l'espulsione per inaffidabilità politica, non voleva precludersi la possibilità di continuare altrove gli studi.

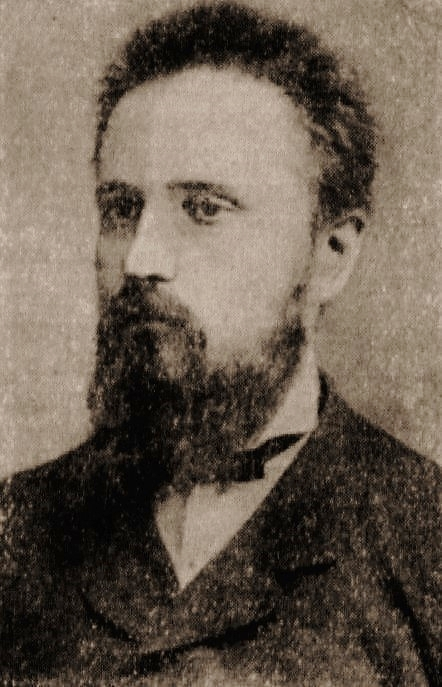
Pëtr Širjaev nel 1879

Nell'autunno del 1875, usufruendo di una borsa di studio assegnata dal Comitato d'assistenza agli studenti disagiati, s'iscrisse all'Istituto veterinario di Char'kov. In realtà non fu molto presente alle lezioni, ma si diede allo studio dell'economia politica attraverso Il Capitale di Karl Marx e alla promozione della dottrina socialista in alcune botteghe manifatturiere del quartiere Peski, all'epoca area periferica settentrionale di Char'kov. A maggio del 1876, anche perché lo statuto del Comitato d'assistenza non prevedeva il rinnovo della borsa di studio, Stepan tornò a Saratov con varie pubblicazioni illegali. Diede lezioni private per procurarsi i mezzi di sussistenza e prese alloggio in un appartamento sulla via Il'inskaja che divise con il fratello, Bobochov e altri compagni.
Nel frattempo, Geraktilov, che a Mosca aveva fatto parte dell'Organizzazione socialrivoluzionaria panrussa, presto decimata dagli arresti cui era fortunosamente sfuggito, era rientrato a Saratov e aveva creato un ampio circolo misto di studenti ginnasiali, seminaristi e piccoli artigiani, per la propaganda tra i lavoratori dei principi collettivisti, così come erano stati applicati nella realtà sociale dalla Comune di Parigi. A esso si associò Stepan, che stabilì contatti con calzolai e rilegatori, e ne fu con Geraktilov il coordinatore. Stepan lavorava con gli artigiani due-tre volte a settimana e, durante la colazione o il pranzo, soleva leggergli i giornali stampati a Londra. Diceva loro che se il cielo è di Dio, la terra è dei contadini che la lavorano e le fabbriche, degli operai che producono. Il circolo fu dotato di una cassa comune e di una biblioteca.
In quello stesso frangente, la primavera del 1876, la Terza sezione emanava un ordine di sorveglianza a nome di Stepan Širjaev, sospettato di propaganda rivoluzionaria e distribuzione di materiale antigovernativo a Saratov e a Chark'ov. Sentendo di essere tenuto d'occhio dalla polizia, non avendo a Saratov una base d'appoggio sicura e, a quel che riferisce lo stesso Stepan nella sua deposizione del 1881, mortificato dai dissapori interni al circolo, causati da alcuni «individui mediocri», decise di andare all'estero. Era stato sul punto di raggiungere la Serbia come volontario, nel conflitto che la opponeva ai turchi per l'indipendenza dei Balcani, ma poi la compagnia con cui sarebbe dovuto partire, si era sciolta. Si diresse quindi dove avrebbe potuto approfondire le proprie conoscenze teoriche, e imparare un mestiere che gli sarebbe stato utile quando avrebbe ripreso, come credeva, a fare propaganda sui luoghi di lavoro. Nell'ottobre del 1876 partì da Saratov e, dopo una sosta a Kaluga, giunse a Londra verso la fine di novembre.

### All'estero
Grazie a una famiglia russa che fece da intermediaria, entro gennaio 1877 Širjaev prese contatto con Lavrov, e sebbene, come rivela nella lettera al fratello del giorno 22, non lo conobbe subito personalmente, ne parla già in termini entusiastici come di una persona «buona». Le sue prime impressioni su Londra, invece, non furono delle migliori:
[...] Ormai si può giudicare la grande Londra solo per qualche strada ferrata, sulle quali si viaggia per la città nelle diverse direzioni; io non so ancora come si chiamino, ma mi sono note tre vie per cui una va sui tetti delle case, l'altra sottoterra, e la terza va come dovrebbe andare. All'infuori della ferrovia a vapore ci sono gli omnibus, la massa dei mezzi di trasporto a cavallo. Qui s'incontrano i contrasti più drammatici: il lusso sfrenato e una sbalorditiva miseria. Una sacca d'oro spesa in una volta sola per il piacere, e allo stesso tempo ci sono quartieri dove è pericoloso andare di giorno: s'incontrano persone, alla lettera, quasi nude e spaventosamente sfigurate dall'indigenza... La condizione della classe operaia fa molto male, lo stesso che mettere a paragone la vita dei nostri contadini con la vita dei lavoratori inglesi, e più ancora con gli operai francesi. Si dovrà ammettere che da noi è meglio. Il lavoro è estremamente duro e la paga non è invidiabile; ad esempio, in Francia un buon meccanico, un falegname, o un tipografo, guadagna cinque franchi, un rublo e venticinque copeche nella nostra valuta. E tuttavia ci sono molte più spese: per esempio, a Londra una libbra di carne buona (senza osso) costa uno scellino, trentacinque copeche al nostro cambio. Abbigliamento, zucchero, tè e altro sono più a buon mercato, ma gli appartamenti sono costosi. In generale, per vivere, ad esempio, come vivi tu, è necessario sborsare non meno di venticinque rubli al mese. L'istruzione secondaria superiore, università e collegi, è inaccessibile a tutte le varie categorie di lavoratori; solo la formazione iniziale è concessa a tutti. Ed è un po' meglio della nostra. All'università ci vanno i figli dei ricchi lords e della grande borghesia... I lavoratori stranieri hanno fatto solo una preziosa conquista: a loro possiamo invidiare unicamente la libertà di parola e di associazione, e anche questo non dovunque...

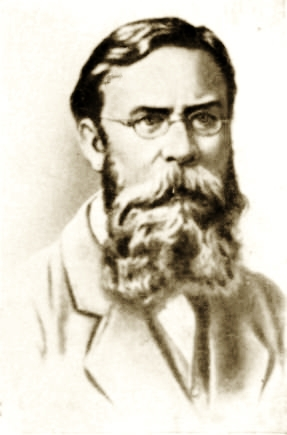
Pëtr Lavrov

La lettera fu trovata nel corso di un'improvvisa perquisizione il 6 febbraio 1877 nel suo ex appartamento dove il fratello Pëtr continuava a vivere in comunità con altri cinque rivoluzionari. Fu sequestrata varia letteratura illegale e questa missiva che Pëtr, quando fu arrestato, aveva cercato di distruggere strappandola e gettandola nel cortile innevato, ma i cui frammenti due gendarmi avevano visto, e raccolto. Dal contenuto iniziale e finale della lettera, la polizia comprese che il ruolo di Stepan all'interno del circolo era più importante di quanto precedentemente creduto e quanto stretti fossero i suoi legami di amicizia con Bobochov.
L'interessamento di Lavrov, congiunto a quello di Lopatin, un membro dell'Internazionale, assicurarono a Širjaev, fin da febbraio, un impiego presso il laboratorio parigino di Pavel Jabločkov (1847-1894), un ingegnere elettronico, inventore di un sistema di illuminazione a corrente alternata, combinata con un modello di lampada ad arco a carbone. In primavera conobbe Plechanov, di passaggio a Parigi, un incontro che gli sarebbe tornato utile in seguito.

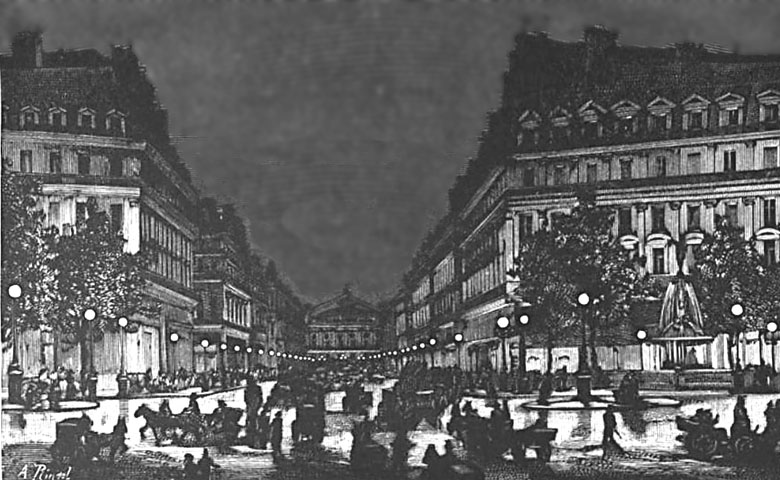
L'avenue de l'Opéra illuminata dalle lampade di Pavel Jabločkov nel 1878

Il lavoro assorbì tutto il tempo di Stepan, che acquisì in compenso conoscenze tecniche preziose. Vivere nella città che, dopo la repressione della Comune, vedeva il «trionfo di Mac-Mahon», non sembrava più rivestire per lui alcun interesse, e in ottobre era di nuovo a Londra, dove continuò a lavorare sulla luce elettrica nell'officina anglo-russa Reed & Ren'ev. Le sue condizioni economiche migliorarono, e nel tempo libero approfondì la conoscenza dell'inglese, tanto da poter leggere la vasta letteratura sul lavoro in questa lingua. Convintosi che gli scritti anglosassoni non erano nello spirito socialista, passò a studiare la storia della Comune e a frequentarne gli esuli nei vari club dove si dibattevano questioni di ordine politico e sociale. Questa maniera di tenersi occupato, che veniva a integrare il lavoro ed era volto alla crescita intellettuale personale, è ciò che Širjaev definisce, con una punta di autocritica, «vivere solo per me stesso».
Volendo conoscere le attività operative delle sezioni dell'Internazionale, Širjaev visitò il Belgio e la Svizzera, dove si scontrò con la nuova redazione del giornale lavrista, il Vperëd, perché ancorata alla propaganda come unico mezzo di lotta.
Nell'estate del 1878 tornò a Parigi. Visitò l'esposizione universale, organizzata quell'anno nella capitale francese, che era all'insegna dei nuovi sistemi di illuminazione e che vedeva l'Avenue e place de l'Opéra illuminate a giorno dalle lampade di Jabločkov, e soprattutto incontrò diversi connazionali tra i quali Nikolaj Čajkovskij (1851-1926) e Andrej Presnjakov (1856-1880).
Il 6 novembre aderì al circolo socialista russo-polacco, fondato da Lavrov come nucleo di un'associazione internazionale tesa a preparare la rivoluzione mediante una capillare attività propagandistica. Qualche settimana dopo Stepan rientrò in Russia, col denaro di un fondo destinato a quei connazionali disposti a proseguire il lavoro rivoluzionario in patria, finanziato tra gli altri, ma in segreto, dallo scrittore Ivan Turgenev. Il programma del quale Širjaev si faceva latore era solo in parte ispirato da Lavrov e infatti, rispetto alla sua piattaforma ideologica semi anarchica, conteneva due sostanziali differenze  — la propaganda col fatto e la distruzione dell'autocrazia — che forse sono da imputare all'influenza di Lopatin, sedotto più dalla lotta politica che dalla semplice trasmissione del credo socialista. Si trattava così di lottare contro i padroni delle fabbriche, i proprietari terrieri, i gendarmi, i giudici, gli indifferenti, e di porsi «alla testa di coloro che sono offesi dallo zar e dai signori, alla testa degli operai ridotti alla disperazione».

### Dalla propaganda alla lotta politica
(Ricordo di Širjaev di Valentina I. Dmitrieva (1859-1947), rivoluzionaria, scrittrice ed educatrice russo-sovietica)
In Russia, Širjaev sperava di riprendere l'attività di propagandista nei governatorati di Penza e di Voronež, ma presto si avvide che riallacciare i vecchi rapporti non era più immaginabile a causa della repressione statale e dell'inasprimento della lotta politica, determinati anche dall'apparizione sulla scena pubblica di Zemlja i Volja. A San Pietroburgo, il successivo tentativo di stabilire legami con i radicali non ebbe, almeno inizialmente, miglior fortuna, giacché la penetrazione nel sottosuolo rivoluzionario era ostacolata dalla diffidenza nei riguardi di quanti tornavano dall'emigrazione. Ritenuti possibili agenti provocatori, o, la qual cosa non era meno pericolosa, talmente disabituati alle difficili condizioni in cui era costretto a muoversi il partito rivoluzionario da usare scarsa prudenza, gli esuli, non trovavano chi li raccomandasse.
Širjaev si avvicinò quindi agli studenti, che erano allora in grande agitazione per la pubblicazione di un libretto intitolato «Cosa ha fatto il romanzo Che fare?», scritto da un professore di diritto all’università di Novorossijsk, Pёtr Pavlovič Čitovič (1843-1913), come un invito rivolto al governo ad essere più fermo contro gli intellettuali materialisti sul tipo di Černyševskij, e per calunniare lo stile di vita dei personaggi descritti nel romanzo. Gli studenti erano indignati che un uomo di scienza si fosse levato contro la libertà di coscienza, e Stepan cominciò a frequentare assiduamente le loro riunioni. Fu così che incontrò la donna destinata a divenire di lì a poco sua moglie, Anna Dmitrievna Dolgorukova (1857-1936), originaria di Černigov e nella capitale per seguire i corsi di medicina. Il padre di Anna era il fattore della tenuta di famiglia dei Lizogub e lei aveva avuto familiarità con Dmitrij Andreevič fin da bambina. E ancora la Dolgorukova, annoverava tra le sue conoscenze anche Nikolaj Kolodkevič, che l'aveva aiutata nella preparazione dell'esame finale per il conseguimento del titolo di insegnante a domicilio, nella città di Kiev.
Ai primi di gennaio del 1879, attraverso Plechanov che garantì per lui, Širjaev poté finalmente entrare in relazione con il circolo principale di Zemlja i Volja, che era diretto da Aleksandr Michajlov. Sebbene non fu ufficialmente membro di quello che è considerato il primo partito politico russo, la sua adesione al programma fu totale, e difatti fece l'agitatore tra gli operai di San Pietroburgo e partecipò a Mosca all'omicidio della spia Rejnštein, che aveva provocato la caduta dell'Unione operaia di Chalturin e di Obnorskij (1851-1919), assieme a Michail Popov (1851-1908), l'esecutore materiale, e a Nikolaj Šmeman (1854-dopo 1884), come elemento della sezione disorganizzatrice.

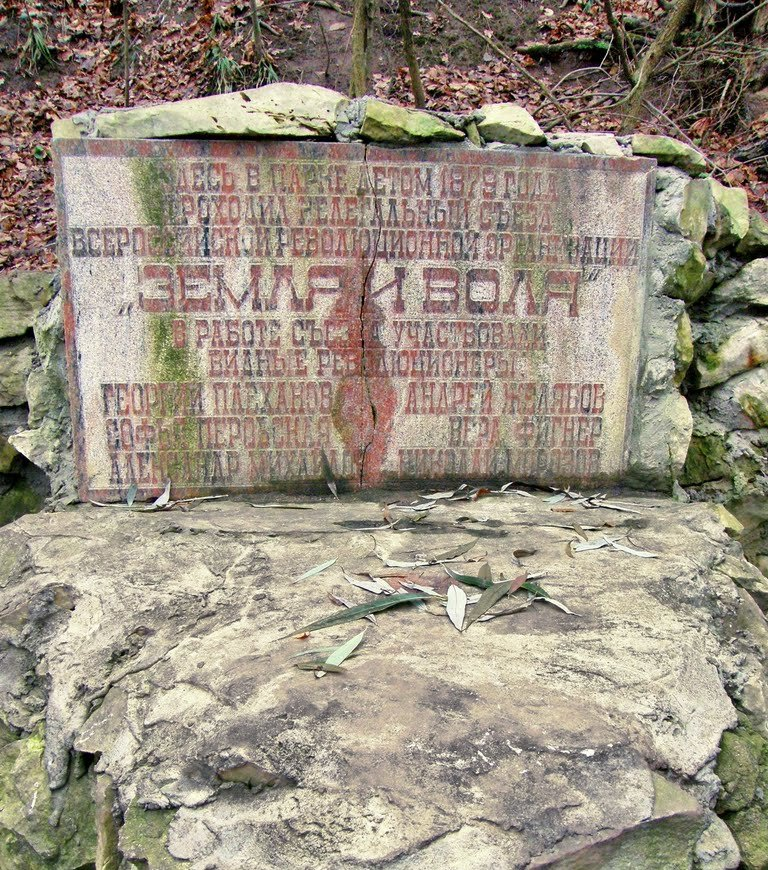
Lapide commemorativa sul luogo dove Zemlja i Volja tenne il suo ultimo congresso, il Giardino botanico di Voronež

In primavera, dopo il fallito tentativo di Solov'ëv, anche lui, al pari di altri esponenti del partito, cominciò a pensare al regicidio. Divenuto impossibile il lavoro di prima nelle campagne e ora pure nella capitale, all'agguerrita pattuglia dei politiki, i quali spingevano per un'azione più energica e avevano sostenuto Solov'ëv, sembrava non esserci altra soluzione per riprendersi gli spazi tolti loro all'azione pacifica. Si formò allora il gruppo della «Svoboda ili smert'» (Libertà o morte), che sarà composto da venti individui e in tre mesi di vita avrà per i rivoluzionari un valore formativo-organizzativo, dato che le azioni pratiche consistettero unicamente nella produzione di alcuni chili di dinamite. Širjaev fu l'organizzatore del primo laboratorio per la fabbricazione dell'esplosivo, ubicato al № 6 del vicolo Baskov, che come padrone di casa gestì con Anna Jakimova dal 7 giugno al 17 luglio, ma quasi subito poté disporre della preziosa collaborazione di Nikolaj Kibal'čič e di Grigorij Isaev.
In qualità di esponente della «Svoboda ili smert'», Širjaev fu invitato a partecipare al congresso segreto dell'ala politica di Zemlja i Volja a Lipeck, che doveva tenersi alla vigilia di quello ufficiale del partito, convocato a Voronež, ma prima accompagnò Michajlov a Černigov, per dirimere con l'amministratore dei beni di Lizogub, Vladimir Driga, la questione del passaggio dei suoi averi ai rivoluzionari, ferma da qualche mese. Michajlov aveva con sé una lettera di Lizogub, che era stato Širjaev a procurargli, nella quale si invitava Driga a eseguire i suoi ordini. Il confronto, condotto dal solo Michajlov, si rivelò infruttuoso e pericoloso, tanto che riuscì per un soffio a sfuggire a una trappola tesagli dalla polizia.
Al processo, Širjaev affermerà che scopo del congresso di Lipeck, svoltosi dal 27 al 29 giugno, era stato quello di rivedere il programma populista perché ritenuto privo di una visione politica, e di introdurvi due punti fondamentali: la consegna del potere nelle mani del popolo, attraverso la creazione di organismi rappresentativi, e la necessità di lottare, cercando di coinvolgere tutte le forze di opposizione, per il rivolgimento del sistema economico esistente. Al termine dei lavori fu adottata una risoluzione che proclamava la temporanea adozione del terrorismo antigovernativo, come strumento finalizzato alla conquista del diritto di poter condurre una libera battaglia d'idee, di poter professare e diffondere il credo socialista. Fu eletto un Comitato esecutivo in cui entrarono tutti i presenti, escluso Grigorij Go'ldenberg (1856-1880), adottato lo Statuto e nominata la Commissione amministrativa. I politiki si erano dati una struttura organizzativa e programmatica prima dell'incontro decisivo con la fazione detta dei derevenšiki, nome che evocava l'attaccamento ai tradizionali principi populisti incentrati sul lavoro nelle campagne, per mostrare al congresso ufficiale di Zemlja i Volja che una nuova linea d'azione doveva ed era stata tracciata, e tuttavia senza voler con questo arrivare alla scissione. A Voronež, infatti, la rottura fu evitata, o meglio rinviata, e il plateale abbandono da parte di Plechanov dei lavori già il primo giorno, il 30 giugno, quando Širjaev — con Željabov e Kolodkevič — fu formalmente accettato nella società di Zemlja i Volja, non fece proseliti.
Dall'inevitabile divisione, che si consumò un mese dopo, a Lesnoe (periferia nord di San Pietroburgo), nella casa del gruppo Libertà o morte, gestita da Kvjatkovskij e dalla Ivanova, presero vita due distinte organizzazioni, una populista, il «Čërnyj peredel», e una politica, la «Narodnaja volja», il cui nome fu suggerito da Vladimir Zege von Laurenberg (1858-1880). Centro nevralgico del partito fu il Comitato esecutivo formatosi a Lipeck, e al quale tra agosto e la fine dell'anno si aggiungeranno altri quindici rivoluzionari, per un totale di venticinque elementi.

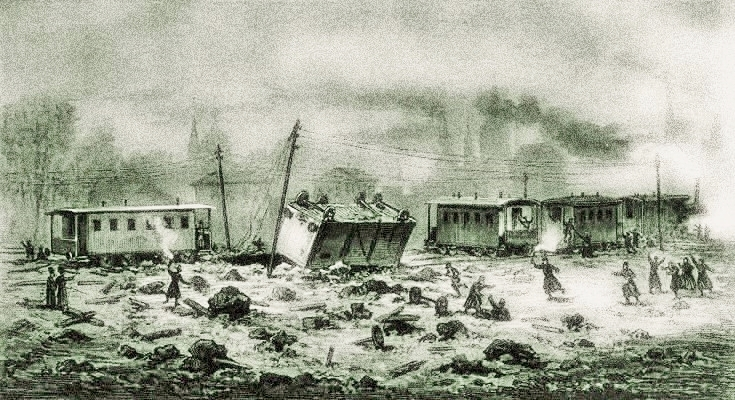
L'attacco al convoglio imperiale del 1º dicembre 1879 in un'illustrazione d'epoca

Anche in seno al nuovo partito sorsero contrasti riguardanti la tattica da seguire. Morozov e la compagna, Ol'ga Ljubatovič, erano i sostenitori del terrorismo puro, che propugnava la «lotta terroristica partigiana», una serie di operazioni armate atte a destabilizzare il governo, senza alcuna intromissione nell'ulteriore sviluppo degli eventi che doveva essere lasciato alla volontà popolare; Lev Tichomirov e Marija Ošanina, i cosiddetti giacobini, sebbene più esattamente si debba parlare di blanquisti, sognavano la presa del potere mediante un colpo di Stato che avrebbe consentito il cambiamento dall'alto; la maggioranza, con cui si schierò Širjaev e rappresentata da Michajlov e da Željabov, riteneva indispensabile il passaggio immediato del potere al popolo, dopo averlo strappato all'autocrazia. Su questa divergenza d'opinioni si determinerà la spaccatura con Morozov, che prestò lascerà la Russia, mentre la penuria di uomini e mezzi costringerà i narodovol'cy a far confluire tutte le risorse nel solo gesto politico che poteva determinare il crollo dell'autocrazia: l'assassinio di Alessandro II.
Occorreva a tal fine produrre più dinamite e a Širjaev furono dati cinquecento rubli per impiantare un nuovo laboratorio tecnico. Nel giro di due mesi ne furono organizzati due; uno al № 27 del vicolo Troickij, sempre gestito da lui e dalla Jakimova, e l'altro al № 124 della Prospettiva Nevskij, dove Stepan nel ruolo del padrone di casa fu sostituito da Isaev, pur conservando la direzione dei lavori.
I sei pud di dinamite, prodotti da giugno al principio di ottobre, furono usati per minare in tre punti la linea ferroviaria Char'kov-Kursk-Mosca, nel primo, grandioso tentativo di giustiziare lo zar mentre tornava in treno dalla Crimea a San Pietroburgo. Michail Frolenko (1848-1938), Vera Figner e Kibal'čič furono inviati a Odessa; Željabov prese su di sé l'organizzazione dell'attentato ad Aleksandrovsk; Aleksandr Michajlov curò l'operazione di Mosca, e fu questa ad avvalersi delle competenze tecniche di Širjaev.
Il 10 ottobre Širjaev arrivò a Mosca da San Pietroburgo, con il materiale elettrico e gli accessori per l'innesco che consegnò a Lev Gartman (1850-1913), assieme a Sof'ja Perovskaja, padrone della casa dal cui seminterrato doveva essere scavata la galleria che avrebbe condotto ai binari della ferrovia. Prese quindi alloggio in una stanza ammobiliata nel centro di Mosca, presso la porta Sretenskie, con i documenti intestati al nobile Severinov. Ai lavori di sterro partecipò saltuariamente, dovendo talvolta assentarsi per fornire supporto a Željabov e per consultarsi con Kibal'čič.
Costruito da Širjaev, il congegno esplosivo univa, attraverso due cavi ad alta tensione, una batteria galvanica, che era stata sistemata nel capannone, al rocchetto di Ruhmkorff, collocato in una cassa di ferro al primo piano della casa. I cavi, ricoperti da uno strato di terra, correvano dal capannone al cortile, si arrampicavano sul muro della casa per essere collegati al rocchetto, scendevano, sempre aderendo alla parete, al piano terra e da lì nella galleria, fino alla mina posizionata a tre metri sotto il primo binario.
Dalle informazioni raccolte e da un ultimo telegramma inviato da Sinferopoli, i due treni, che costituivano il convoglio reale, sarebbero transitati il 1º dicembre, alle dieci e alle undici di sera. Lo zar era sul secondo treno. La vettura di servizio constava di quattordici vagoni, che accoglievano i bagagliai del sovrano e del personale, la frutta della Crimea, la guardia militare dello zar con gli aiutanti di campo, i cortigiani, i segretari, gli ingegneri del ministero delle Ferrovie. La vettura dello zar comprendeva dieci carrozze, e, Alessandro II occupava la quarta.
Il ministro della corte imperiale, il conte Aleksandr V. Adlerberg (1818-1888), consigliò allo zar di spostarsi, per ragioni di sicurezza, sul treno di servizio, ma Alessandro II suggerì piuttosto di togliere dalla vettura le insegne reali, che decoravano la locomotiva, e di lasciarle invece sull'altra. Inoltre, prima di giungere alla stazione di Melitopol', i due treni che, a causa del ritardo del primo, si erano approssimati, cambiarono binario e ordine di partenza, di modo che la vettura dello zar, senza insegne, passò davanti. E quando Širjaev, che da un'apertura praticata nel capannone poteva controllare la strada ferrata, collegò alla batteria i due cavi, al passaggio del secondo treno, colpì quello di servizio.
La locomotiva e il primo vagone preposto ai bagagli del sovrano si staccarono e otto carrozze deragliarono. La mina esplose sotto il secondo vagone dei bagagli, ribaltandolo testa in giù, e perciò non ci furono vittime. In più, l'esplosivo era del tutto insufficiente a provocare danni sensibili, e la galleria, scavata seguendo un percorso imposto dagli impedimenti incontrati strada facendo, si fermò sotto al primo binario e non raggiunse il secondo, sul quale appunto transitava il treno. Ma, pur con i suoi limiti, la complessa operazione poteva considerarsi un successo sul piano cospirativo, organizzativo e mediatico.

### Arresto, processo e morte
Dopo il 1º dicembre, Širjaev restò a Mosca ancora una settimana. Dovendo discutere quel che era accaduto ad Aleksandrovsk con Željabov, partì per Char'kov, dove questi si era fermato all'indomani del fallito tentativo, e scoprì che l'amico era già rientrato a San Pietroburgo. Di nuovo nella capitale il 13, Stepan prese una camera in un albergo al № 7 della via Gončarnaja, in prossimità del Prospekt Nevskij, trascorse due giorni con la moglie che aveva appena avuto un bambino, e solo la sera del 15 si rese reperibile per un incontro, che si svolse nel suo nuovo appartamento, con Michajlov e Željabov. Era necessario fare il punto sulle ragioni che non avevano innescato l'esplosione ad Aleksandrovsk, ma non si giunse a una soluzione del mistero. Nel corso della notte, Širjaev, i cui documenti erano intestati al cittadino onorario Nikolaj Smirnickij, fu arrestato.

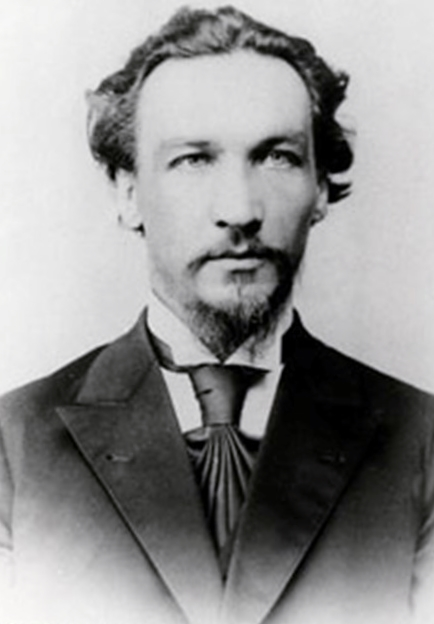
Sergej Martynovskij

Si trattò di una cattura assolutamente casuale. La polizia, chiamata per schiamazzi, aveva perquisito le stanze dell'albergo. In un'altra camera era stato arrestato Sergej Martynovskij (1859?-1926), un narodovolec che aveva incautamente lasciato sotto il letto una valigia, affidatagli la mattina del giorno prima da Aleksandr Barannikov, con i documenti falsi e tutto l'occorrente per crearli: timbri, modelli, copie. Il nome con cui si nascondeva Širjaev compariva evidentemente tra il materiale sequestrato e quindi fu messo sotto custodia.
Per due mesi Stepan continuò a dire di chiamarsi Smirnickij, fino all'8 marzo quando ammise che quello non era il suo vero nome, senza con questo risolversi a dare le proprie generalità. Il 16 marzo, tuttavia, fu identificato dal fratello Ivan in un confronto, e dalla Casa di detenzione preventiva, dov'era recluso, fu trasferito al bastione Trubeckoj della fortezza Pietro e Paolo. La sua posizione si aggravò progressivamente in connessione con le rivelazioni di Gol'denberg che ne palesò il ruolo, ricoperto all'interno del partito rivoluzionario, di membro del Comitato esecutivo, la presenza al congresso di Lipeck e la partecipazione nel tentativo del 1º dicembre. Quando a Širjaev fu chiara l'entità delle informazioni possedute dalla gendarmeria, decise di ammettere ciò che non era più possibile negare allo scopo di ristabilire su alcuni punti la verità, alterata dalle personali considerazioni di Gol'denberg. Rese la sua dichiarazione a Pleve, nominato da poco procuratore del tribunale di Giustizia di San Pietroburgo, il 2 agosto 1880, qualche giorno dopo il suicidio in cella di Gol'denberg. 
Širjaev fu uno degli imputati al processo dei 16, che fu dibattuto dal 6 all'11 novembre 1880 presso il tribunale del distretto militare di San Pietroburgo, uno dei cinque membri del comitato esecutivo in aula, e con Kvjatkovskij il solo a fare un discorso programmatico.
Gran parte del suo discorso mirò a sminuire nell'opinione della corte la portata che, stando alla deposizione di Gol'denberg, aveva il terrore nel programma di Narodnaja volja. Spiegò che dichiararsi solidali con i principi della Narodanaja volja, come aveva fatto la maggioranza degli accusati, non significava esserlo con le imprese di natura terroristica eseguite dall'organizzazione per autodifesa e vendetta. Nel programma del Comitato esecutivo, pubblicato nel № 3 della rivista «Narodnaja Volja», ma definito già dal mese di ottobre del 1879, in un momento in cui la pubblica opinione si aspettava una ripresa delle attività terroristiche su vasta scala, questo fattore interessava soltanto «la sezione D del secondo paragrafo», era soltanto al terzo posto nella lista dei mezzi raccomandati per raggiungere gli obiettivi democratici del partito. Quindi, in rapporto a quanto era scritto sul giornale, ancor meno si poteva credere che il precedente congresso di Lipeck fosse stato il congresso dei terroristi, come lo aveva battezzato Gol'denberg, avendo il partito, nel periodo luglio-ottobre, vissuto molti «tristi eventi. Circa dieci nostri compagni sono stati impiccati, diverse decine sono andati a morire ai lavori forzati e nelle prigioni centrali, centinaia sono stati inviati in esilio in ogni angolo, vicino o lontano, della Siberia».
Il partito lottava per la riforma sociale, «l'emancipazione del popolo, il riconoscimento della sua Sovranità», propositi che intendeva realizzare tramite «l'Assemblea costituente popolare, per la rapida convocazione della quale è doveroso unire tutte le forze del medesimo... Siffatto obiettivo del programma non può essere raggiunto con le uccisioni, con la violenza, con una qualsivoglia iniziativa sanguinosa. Si può e si deve lavorare per questo obiettivo con altri strumenti, e perciò anche una persona che non riconosca al terrore alcuna funzione, può essere al tempo stesso solidale con il programma di Narodnaja volja e andare a braccetto con noi verso lo stesso e unico traguardo».
Nel riconoscere i reati ascrittigli, — partecipazione al congresso di Lipeck e al tentativo del 1º dicembre — rifiutò l'appellativo di colpevole. Queste, le sue ultime parole alla corte:
 « Io non tocco e non voglio sfiorare la questione della mia colpevolezza, perché noi e voi non abbiamo un metro comune per rispondere a questa domanda. Voi guardate dal punto di vista dell'ordine esistente, noi, da quello della necessità storica. Voi siete i rappresentanti della parte interessata, e il vostro giudizio non è sobrio e imparziale. Io credo — ed è questa la mia unica fede, il mio solo conforto, in tutti i momenti amari della vita — che al di sopra di noi e al di sopra di voi pure, ci sia un tribunale supremo che pronuncerà col tempo la sua giusta e onesta sentenza; questo tribunale è la storia ».
« Voi siete i rappresentanti e i difensori del sistema statale attuale, noi diamo valore a questo sistema nella misura in cui può garantire un futuro migliore al nostro paese. Apparteniamo, ovviamente, a mondi diversi tra i quali l'intesa è impossibile. Ma è sempre possibile il chiarimento, nel reciproco rispetto, della causa del disaccordo. È sempre possibile, e si dovrebbe cercare di prevenire il male inutile, le tristi conseguenze della passione nello scontro. In merito a quest'ultimo punto ho dato la mia spiegazione. Spero di aver avvalorato questo fatto: il terrore rosso del comitato esecutivo è stato solo la risposta al terrore bianco del governo. Senza l'ultimo, non ci sarebbe stato il primo. Sono pienamente persuaso che i miei compagni, rimasti in libertà, più di chiunque altro, sarebbero felici d'interrompere lo spargimento di sangue, d'interrompere gli aspri combattimenti, per cui si consumano le migliori forze del partito e che solo ritardano l'approssimarsi del momento del trionfo del regno della giustizia, della pace e della libertà, che è il nostro unico e agognato obiettivo. Come membro del partito, ho agito nel suo interesse e solo da esso e dal tribunale dei posteri mi aspetto l'assoluzione. Di fronte a molti dei membri del nostro partito sono stato in grado di dimostrare la mia devozione all'idea, la determinazione e la volontà di assumermi la responsabilità di tutte le mie azioni. Spero di riuscire a dimostrare tutto ciò ancora una volta con la mia morte ».

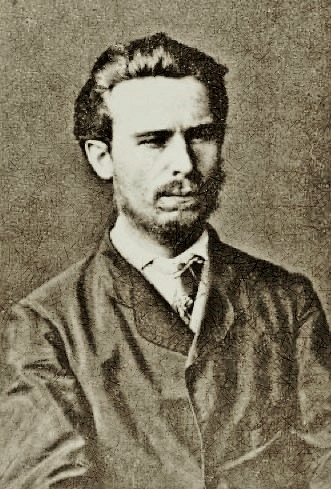
Sergej Nečaev

Riportato in cella, Širjaev, certo della condanna a morte, scrisse un ultimo saluto ai compagni: «[...] Addio cari amici, e non pensate male di me. Avrei voluto lavorare più a lungo con voi, mano nella mano, ma non è accaduto e, una volta finito tra le grinfie del governo, per giunta, in relazione a un affare serio, posso rendere un solo ed estremo servizio nel prezioso interesse del nostro partito, non risparmiando la mia vita e conciliandomi con il pensiero della morte imminente sul patibolo; in questo ora è la mia unica preoccupazione. Vi abbraccio tutti forte forte». Qualche ora dopo aggiunse allo scritto un secondo biglietto, con la seguente breve nota: «Cari amici, cercate qualcuno da mettere sulla via del nostro tragitto verso il luogo dell'esecuzione, per uno sguardo di commiato. Ne ricaveremmo una grande gioia».
L'11 novembre fu letta la sentenza che condannava a morte Širjaev, Aleksandr Kvjatkovskij, Andrej Presnjakov, Ivan Okladskij e Jakov Tichonov. Furono tutti trasferiti in isolamento in un vano al piano sotterraneo della cortina Ekaterininskaja, che congiunge il bastione Naryškin al Trubeckoj, e visitati dal capo della gendarmeria per essere ancora interrogati. A quel punto, Okladskij, se non prima, tradì. Il 12, la pena di morte fu confermata per Presnjakov e Kvjatkovskij e sostituita per gli altri tre con la servitù perpetua. Il 22 novembre Stepan Širjaev entrò, primo dei narodovol'cy, nel rivellino Alekseevskij. Aveva con sé alcuni libri di sua proprietà, i cui titoli sono: L'educazione intellettuale, morale e fisica di Herbert Spencer, La vita economica della popolazione contadina in Russia, dell'economista e storico Pavel A. Sokolovskij (1847-1906), Statistica comparativa della Russia e Saggio di ricerca statistica sugli apprezzamenti e le spese dei contadini, dell'economista Julii Ė. Janson (1835-1893), un manuale di lingua tedesca e il Nuovo Testamento. Non si sa se poté effettivamente tenerli in cella, ma è certo che le lettere della madre e il denaro inviatogli dalla moglie non gli furono consegnati.
Al momento del suo ingresso nella prigione, c'erano solo tre detenuti: l'ormai alienato Michail S. Bejdeman (1839-1887), un tenente di cavalleria rinchiuso dal novembre 1861, senza processo, su ordine segreto di Alessandro II e a tempo indeterminato, per propaganda in favore di Konstantin Pavlovič Romanov quale legittimo zar; Sergej Nečaev, anch'egli recluso per volere dell'imperatore dal 9 febbraio 1873; Lev Mirskij (1859-1920), autore del fallito attentato contro il comandante della polizia segreta, Aleksandr Drentel'n (1820-1888), e ospite della segreta dal 10 dicembre 1879.
Nečaev, nei lunghi anni di permanenza nel rivellino, all'insaputa del mondo, non si era arreso, non aveva ceduto alla disperazione e aveva continuato a lottare, tenendo fede a quanto aveva spavaldamente affermato durante il processo: «Potete togliermi la vita, ma l'onore resterà con me». Pazientemente e tenacemente era riuscito a catechizzare, grazie alla sua profonda conoscenza della psiche popolare, decine di guardie, e a portarle dalla sua parte. Li aveva trasformati in soldati della rivoluzione a lui devoti, e così aveva potuto seguire, leggendo i giornali che gli venivano portati, le alterne vicende della lotta sempre più serrata tra il governo e il movimento rivoluzionario, da qualche mese rappresentato dalla Narodnaja volja. Nečaev aveva ideato vari piani di fuga, ma, se per evadere poteva contare sui suoi uomini, per restare libero, aveva bisogno di un appoggio esterno. Per questo aveva cercato, quando, dopo quasi sette anni di soggiorno solitario, era venuto nel rivellino Mirskij, la sua collaborazione, ma il giovane nobile polacco, che nell'autunno del 1881 lo tradirà, non conosceva nessun indirizzo.
Trascorso poco meno di un anno, le guardie misero Nečaev al corrente del fatto che al rivellino era arrivato un nuovo prigioniero, e stavolta si trattava di un membro importante del partito rivoluzionario. L'indomabile Sergej Gennadievič avviò subito i contatti con lui, e Širjaev poté apprendere incredulo che il famoso Nečaev, di cui si erano perse le tracce dal tempo della sua condanna ai lavori forzati in Siberia, non solo era ancora vivo, ma non si era dato per vinto ed era riuscito a legare a sé all'incirca tutto il corpo di guardia che serviva nella prigione. Nonostante i suoi metodi spregiudicati — e contrari all'etica rivoluzionaria — fossero stati oggetto di diffuso disprezzo tra i populisti, era impossibile nascondere l'ammirazione per un'impresa del genere, e, quando lo scambio di informazioni ebbe inizio, Širjaev diede a Nečaev la chiave del codice cifrato, da usare nella corrispondenza, e l'indirizzo di un suo amico di Saratov, Evgenij Dubrovin (1856-1920), studente di medicina all'Accademia militare, e domiciliato nei pressi della fortezza. Uno dei soldati, Andrej Orechov, consegnò la lettera di Nečaev per il comitato esecutivo a Dubrovin, il quale, essendo membro del Čërnyj peredel, la passò a un suo buon conoscente che sapeva appartenere al nucleo fondamentale della Narodnaja volja, e cioè a Grigorij Isaev.

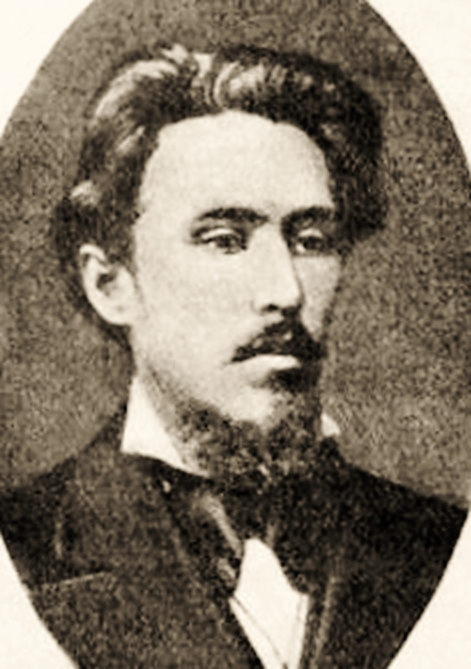
Stepan Širjaev

Il comitato esecutivo stava però subendo irrimediabili perdite, una dopo l'altra, e non aveva le risorse, né umane né materiali, per far evadere Nečaev e Širjaev. Doveva destinare ogni residua energia all'attentato contro Alessandro II, sebbene Željabov si occupò personalmente della faccenda ed ebbe rapporti diretti con Nečaev, tanto che fu arrestato con una sua lettera codificata in tasca. E a Nečaev non rimase che concordare con Širjaev che l'uccisione dello zar aveva la precedenza su tutto. Del resto, se la morte di Alessandro II avrebbe agito da scintilla e innescato l'incendio rivoluzionario, la liberazione dei compagni prigionieri sarebbe venuta da sé. Il 13 marzo la Narodnaja volja giustiziò il sovrano, ma le uniche conseguenze che l'episodio provocò furono la feroce repressione dei rivoluzionari ancora in libertà e il deterioramento delle già deficitarie condizioni detentive per quanti erano in prigione.
Le strane circostanze della morte di Širjaev, sono state a lungo motivo di discussioni e illazioni. Secondo la versione ufficiale, qualche mese dopo essere stato internato nel rivellino, nella cella № 13, Širjaev si ammalò di tubercolosi e alle 06.00 di mattina del 30 agosto 1881 morì per «l'infiammazione tubercolare dell'intero polmone sinistro». Tuttavia, nei rapporti precedenti quello in cui si comunica il decesso al ministero degli Interni, non ci sono riferimenti alla malattia.
In ogni caso, sembra accertato che Širjaev non sopportò le nuove norme inumane che toglievano ai prigionieri l'aria e la luce, e temendo d'impazzire (il 15 luglio il folle Bejdeman era stato portato via dal rivellino), consapevole — a maggior ragione se era tisico — che l'attendeva una lenta agonia, preferì uccidersi. Si lanciò a capofitto dalla sedia che aveva posato sul tavolino, e si ruppe la testa battendola sulla dura roccia del pavimento. Sul № 3 del «Vestnik Narodnoj Voli» (Il Messaggero della Narodnaja Volja), pubblicato a Ginevra nel 1883, usando informazioni rapportate a Nečaev dalle guardie, era scritto che Širjaev «in una spaventosa agitazione, balzò in piedi sul tavolo; come in uno stato di delirio febbrile, disse qualcosa d'incoerente, infine emise un grido fortissimo e cadde esanime». L'opinione di Nečaev era che Širjaev fosse stato avvelenato.
Il cadavere di Stepan fu immediatamente spostato nei sotterranei della cortina Ekaterininskaja, dove da vivo era stato segregato appena condannato a morte, per essere, all'una di notte, consegnato ai gendarmi che provvidero all'inumazione in un cimitero, mai identificato, della città.

### Epilogo
- Pëtr Širjaev, dopo essere stato arrestato nel gennaio del 1877, fu esiliato a Šenkursk e da qui tentò senza successo la fuga, con Sergej Bobochov e un altro rivoluzionario, travestito da mercante. Ancora confinato nell'area di Jakutsk, fu chiamato a servire nell'esercito del posto, finché nel 1885 non andò in pensione con il grado di caporale. Lavorò poi come giornalista nella stampa legale e morì di tubercolosi a Kazan' nel 1899.[43]
- Ivan Širjaev fu, nell'aprile del 1879, indagato a Saratov in quanto conoscente di Aleksandr Solov'ëv, e trasferito alla fortezza di Pietro e Paolo, dove fu chiamato a riconoscere il fratello Stepan. Uscito dall'ambiente dei rivoltosi, si dedicò con successo alla carriera di pubblicista, acquisendo nella sua città d'origine l'appellativo di «re dei giornalisti».[44]
- Tra il materiale sequestrato a Martynovskij, c'era anche un documento che condusse, il 4 febbraio 1880, la polizia nell'appartamento di Anna Dolgorukova. Nel corso della perquisizione, fu trovata una foto di Lizogub e Anna fu inviata sotto sorveglianza a Ufa, nel mese di agosto. Allo scadere dei tre anni di esilio, tornò a Saratov, dove fu accolta per un certo periodo nella famiglia di suo cognato Ivan. Dopo la ricomparsa a Saratov di Pëtr, Anna lo sposò, e visse con lui a Nižnij Novgorod e a Kazan, finché lui non morì. Nel 1897, l'amico di Stepan, Evgenij Dubrovin, che nel 1882 era stato arrestato per il ruolo avuto nella vicenda di Nečaev e condannato a quattro anni di lavori forzati in Siberia, era giunto a Kazan per conseguire, essendogli stata concessa l'approvazione in ragione della sua dichiarazione di essere stato coinvolto nel movimento rivoluzionario casualmente, il dottorato in medicina. Poco dopo la scomparsa di Pëtr, i due si sposarono. Quando Dubrovin venne a mancare, nel 1920, Anna tornò nella nativa Černigov, dove morì nel 1936.[45] Fu autrice di memorie, nelle quali per ragioni sconosciute non accenna al matrimonio con Pëtr Širjaev.[46]